# Catriel Iván Víctor Orcellet
Catriel Iván Víctor Orcellet (Villa Elisa, 10 de maig de 1978) és un exfutbolista argentí que ocupava la posició de porter. Es va estar tota la seua carrera esportiva a l'Argentina, tret d'una breu estada al futbol espanyol i una temporada l'Uruguai, on es va retirar amb el Gimnasia y Esgrima.